# ربعي بن كأس العنبري
ربعي بن كأس العنبري التميمي من فرسان العرب من قبيلة بنو العنبر , قاتل الخوارج وتغلب عليهم وهو حاكم سجستان في عهد علي بن أبي طالب رضي الله عنه وقد قضى على الخوارج في سجستان وضبط البلاد هناك .

## حاكم سجستان
بعد الفراغ من وقعة الجمل خرج حسكة بن عتاب الحبطي وعمران بن الفضيل البرجمي في صعاليك من العرب حتى نزلوا زالق من سجستان، وقد نكث أهلها، فأصابوا منها مالاً ثم أتوا زرنج وقد خافهم مرزبانها فصالحهم ودخلوها
فبعث علي عبد الرحمن بن جرو الطائي، فقتله حسكة، فكتب علي إلى عبد الله بن العباس يأمره أن يولي سجستان رجلاً ويسيرة إليها في أربعة آلاف، فوجه ربعي بن كأس العنبري ومعه الحصين بن أبي الحر العنبري، فلما ورد سجستان قاتلهم حسكة وقتلوه، وضبط ربعي بن كأس البلاد.